# Lotta ai XVIII Giochi asiatici
I tornei di lotta libera ai XVIII Giochi asiatici si sono svolti al Jakarta Convention Center Assembly Hall, di Gelora a Giacarta, in Indonesia, dal 19 al 22 agosto 2018. Hanno partecipato alle competizioni 249 atleti provenienti da 29 nazioni.

## Programma
| P | Preliminari & Ripescaggi | F | Finali |

| Evento↓/Data →                     | 19 Dom | 19 Dom | 20 Lun | 20 Lun | 21 Mar | 21 Mar | 22 Mer | 22 Mer |
| ---------------------------------- | ------ | ------ | ------ | ------ | ------ | ------ | ------ | ------ |
| Lotta libera 57 kg maschile        | P      | F      |        |        |        |        |        |        |
| Lotta libera 65 kg maschile        | P      | F      |        |        |        |        |        |        |
| Lotta libera 74 kg maschile        | P      | F      |        |        |        |        |        |        |
| Lotta libera 86 kg maschile        | P      | F      |        |        |        |        |        |        |
| Lotta libera 97 kg maschile        | P      | F      |        |        |        |        |        |        |
| Lotta libera 125 kg maschile       |        |        | P      | F      |        |        |        |        |
| Lotta greco-romana 60 kg maschile  |        |        |        |        | P      | F      |        |        |
| Lotta greco-romana 67 kg maschile  |        |        |        |        | P      | F      |        |        |
| Lotta greco-romana 77 kg maschile  |        |        |        |        |        |        | P      | F      |
| Lotta greco-romana 87 kg maschile  |        |        |        |        |        |        | P      | F      |
| Lotta greco-romana 97 kg maschile  |        |        |        |        |        |        | P      | F      |
| Lotta greco-romana 130 kg maschile |        |        |        |        |        |        | P      | F      |
| Lotta libera 50 kg femminile       |        |        | P      | F      |        |        |        |        |
| Lotta libera 53 kg femminile       |        |        | P      | F      |        |        |        |        |
| Lotta libera 57 kg femminile       |        |        | P      | F      |        |        |        |        |
| Lotta libera 62 kg femminile       |        |        | P      | F      |        |        |        |        |
| Lotta libera 68 kg femminile       |        |        |        |        | P      | F      |        |        |
| Lotta libera 76 kg femminile       |        |        |        |        | P      | F      |        |        |

## Podi

### Lotta libera maschile
| Categoria                | Oro                   | Argento           | Bronzo                               |
| ------------------------ | --------------------- | ----------------- | ------------------------------------ |
| fino a 57 kg (dettagli)  | Erdenebatyn Bekhbayar | Kang Kum-song     | Yūki Takahashi Reza Atri             |
| fino a 65 kg (dettagli)  | Bajrang Punia         | Daichi Takatani   | Sirojiddin Khasanov Sayatbek Okassov |
| fino a 74 kg (dettagli)  | Bekzod Abdurakhmonov  | Daniyar Kaisanov  | Gong Byung-min Yūhi Fujinami         |
| fino a 86 kg (dettagli)  | Hassan Yazdani        | Domenic Abounader | Adilet Davlumbayev Orgodolyn Üitümen |
| fino a 97 kg (dettagli)  | Alireza Karimi        | Magomed Musaev    | Magomed Ibragimov Kim Jae-gang       |
| fino a 125 kg (dettagli) | Parviz Hadi           | Deng Zhiwei       | Nam Koung-jin Davit Modzmanashvili   |

### Lotta greco-romana
| Categoria                | Oro                 | Argento              | Bronzo                                |
| ------------------------ | ------------------- | -------------------- | ------------------------------------- |
| fino a 60 kg (dettagli)  | Shinobu Ōta         | Kanybek Zholchubekov | Meirambek Ainagulov Mehrdad Mardani   |
| fino a 67 kg (dettagli)  | Ryu Han-su          | Almat Kebispayev     | Amantur Ismailov Mohammad Reza Geraei |
| fino a 77 kg (dettagli)  | Mohammad Ali Geraei | Akzhol Makhmudov     | Kim Hyeon-woo Yang Bin                |
| fino a 87 kg (dettagli)  | Hossein Nouri       | Rustam Assakalov     | Şyhazberdi Öwelekow Azamat Kustubayev |
| fino a 97 kg (dettagli)  | Cho Hyo-chul        | Xiao Di              | Yerulan Iskakov Uzur Dzhuzupbekov     |
| fino a 130 kg (dettagli) | Muminjon Abdullaev  | Nurmakhan Tinaliyev  | Arata Sonoda Kim Min-seok             |

### Lotta libera femminile
| Categoria               | Oro                | Argento                   | Bronzo                                      |
| ----------------------- | ------------------ | ------------------------- | ------------------------------------------- |
| fino a 50 kg (dettagli) | Vinesh Phogat      | Yuki Irie                 | Kim Son-hyang Kim Hyung-joo                 |
| fino a 53 kg (dettagli) | Pak Yong-mi        | Zhuldyz Eshimova          | Haruna Okuno Erdenechimegiin Sumiyaa        |
| fino a 57 kg (dettagli) | Jong Myong-suk     | Pei Xingru                | Altantsetsegiin Battsetseg Katsuki Sakagami |
| fino a 62 kg (dettagli) | Aisuluu Tynybekova | Risako Kawai              | Nguyễn Thị Mỹ Hạnh Rim Jong-sim             |
| fino a 68 kg (dettagli) | Zhou Feng          | Sharkhüügiin Tümentsetseg | Divya Kakran Meerim Zhumanazarova           |
| fino a 76 kg (dettagli) | Zhou Qian          | Hiroe Minagawa            | Elmira Syzdykova Aiperi Medet Kyzy          |

## Medagliere
| Posizione | Paese          | Oro | Argento | Bronzo | Totale |
| --------- | -------------- | --- | ------- | ------ | ------ |
| 1         | Iran           | 5   | 0       | 3      | 8      |
| 2         | Cina           | 2   | 3       | 1      | 6      |
| 3         | Uzbekistan     | 2   | 1       | 3      | 6      |
| 4         | Corea del Nord | 2   | 1       | 2      | 5      |
| 5         | Corea del Sud  | 2   | 0       | 6      | 8      |
| 6         | India          | 2   | 0       | 1      | 3      |
| 7         | Giappone       | 1   | 4       | 5      | 10     |
| 8         | Kirghizistan   | 1   | 3       | 4      | 8      |
| 9         | Mongolia       | 1   | 1       | 3      | 5      |
| 10        | Kazakistan     | 0   | 4       | 6      | 10     |
| 11        | Libano         | 0   | 1       | 0      | 1      |
| 12        | Turkmenistan   | 0   | 0       | 1      | 1      |
| 12        | Vietnam        | 0   | 0       | 1      | 1      |
| Totale    | Totale         | 18  | 18      | 36     | 72     |